# Campionati europei di tuffi 2019 - Piattaforma 10 metri femminile
La gara della piattaforma 10m femminile ai campionati europei di tuffi 2019 si è svolta il 6 agosto 2019, presso la Sport Arena Liko di Kiev. Al mattino si sono disputati i preliminari a cui hanno partecipato 19 atlete, mentre nel pomeriggio si è svolta la finale.

## Medaglie
| Posizione | Atlete            | Paese       |
| --------- | ----------------- | ----------- |
| Oro       | Sofija Lyskun     | Ucraina     |
| Argento   | Celine van Duijn  | Paesi Bassi |
| Bronzo    | Julija Timošinina | Russia      |

## Risultati
| Pos. | Atlete                    | Nazionalità   | Preliminari | Preliminari | Finale | Finale |
| Pos. | Atlete                    | Nazionalità   | Punti       | Pos.        | Punti  | Pos.   |
| ---- | ------------------------- | ------------- | ----------- | ----------- | ------ | ------ |
|      | Sofija Lyskun             | Ucraina       | 263.00      | 7           | 330.00 | 1      |
|      | Celine van Duijn          | Paesi Bassi   | 295.60      | 2           | 304.50 | 2      |
|      | Julija Timošinina         | Russia        | 300.30      | 1           | 304.45 | 3      |
| 4    | Maria Kurjo               | Germania      | 279.45      | 3           | 300.25 | 4      |
| 5    | Christina Wassen          | Germania      | 230.80      | 12          | 284.95 | 5      |
| 6    | Noemi Batki               | Italia        | 265.90      | 6           | 275.10 | 6      |
| 7    | Alaïs Kalonji             | Francia       | 242.60      | 11          | 271.55 | 7      |
| 8    | Sarah Jodoin Di Maria     | Italia        | 271.90      | 4           | 266.40 | 8      |
| 9    | Eden Cheng                | Gran Bretagna | 246.50      | 10          | 265.05 | 9      |
| 10   | Tanya Watson              | Irlanda       | 249.75      | 9           | 247.65 | 10     |
| 11   | Ekaterina Beljaeva        | Russia        | 261.60      | 8           | 237.80 | 11     |
| 12   | Ellen Ek                  | Svezia        | 268.10      | 5           | 210.80 | 12     |
| 13   | Maissam Naji              | Francia       | 225.70      | 13          |        |        |
| 14   | Anne Vilde Tuxen          | Norvegia      | 215.20      | 14          |        |        |
| 15   | Gemma McArthur            | Gran Bretagna | 213.10      | 15          |        |        |
| 16   | Antonia-Mihaela Pavel     | Romania       | 208.60      | 16          |        |        |
| 17   | Nicoleta-Angelica Muscalu | Romania       | 204.80      | 17          |        |        |
| 18   | Helle Tuxen               | Norvegia      | 197.95      | 18          |        |        |
| 19   | Ciara McGing              | Irlanda       | 193.45      | 19          |        |        |